# Syntormon lindneri
Syntormon lindneri är en tvåvingeart som beskrevs av Negrobov 1975. Syntormon lindneri ingår i släktet Syntormon och familjen styltflugor. Inga underarter finns listade i Catalogue of Life.